# Microcebus tavaratra
El lémur ratón rojizo del norte (Microcebus tavaratra) es una especie de primate estrepsirrino que habita en el norte de Madagascar en la reserva Ankarana. La especie habita en bosques caducifolios y en galería. Su ecología y comportamiento continúa sin ser investigado. En promedio la especie mide 12,6 cm de longitud corporal y pesa entre 51,7 y 61,1 g.